# Alexandre de Bernay
Alexandre de Bernay, también llamado Alexandre de París (debido a que había vivido en París), fue un escritor normando del siglo XII. Natural de Bernay en Normandía, Alexandre empezó a ser popular con Elena, madre de San Martín, Brison y con el romance de Atis y Porfilias que, según él, había traducido del latín. Siguió junto a Thomas de Kent, Li Romans d’Alixandre; la obra iniciada por Lambert le Tort, traducido (más bien imitado) de Quinto Curcio Rufo, de la vida de Alejandro Magno atribuida a Calístenes y de la Alejandriada de Philippe Gautier de Chatillon y en el que se creía antiguamente que se había empleado por vez primera en verso dodecasílabo francés, que desde ese momento se llamó alejandrino. 

## Obras
- Li Romans d’Alixandre, (Romance de Alejandro).
- L'Ystoire de de la belle Helayne de Constantinople, mère de Saint Martin de Tours en Tourraine, et de Saint Brice, son frère (Historia de Elena, madre de San Martín).